# خصمبيض
الخصمبيض (بالإنجليزية: ovotestis)‏هو عبارة عن غدة تناسلية غير طبيعية تجمع كِلا جوانب الخصية والمبيض. في البشر، تكون الخصمبايض عبارة عن تباينات تشريحية نادرة الحدوث ترتبط بخلل تكون الغدد التناسلية.في اللافقاريات التي عادة ما تكون خنثى، مثل معظم بطنيات القدم (الحلزون والبزاق) في الفرع الحيوي المُسمى Eupulmonata، تُعتبر الخصمبايض سمة شائعة في التشريح التناسلي.
في الفئران، يتم هيكلة الخصمبايض بحيث تكون المنطقة الوسطى عبارة عن أنسجة خصوية بينما يحتوي كلا القطبين على أنسجة مبيضية. أظهرت التجارب التي تنطوي على جين Sox9، الذي تُحدِثه منطقة SRY من كروموسوم Y، متطلبات الجين للتمايز الخصية من وجود تكوين المبيض داخل الفئران.
الخصمبيض في الفئران الB6-XYPOS تسمح بإجراء بحوث تطوير الغدد التناسلية داخل نفس الأنسجة بطرق لم تكن متوفرة سابقاً.

## فيبطنيات القدم
تم العثور على الخصمبيض أو الغدة الخنثى باللاتينية: الغدة الخنثى)، كخاصية تشريحية طبيعية في الجهاز التناسلي لبعض الباستروبودس بما في ذلك الأنواع مثل حلزون الأرض اللولب الحلزوني.

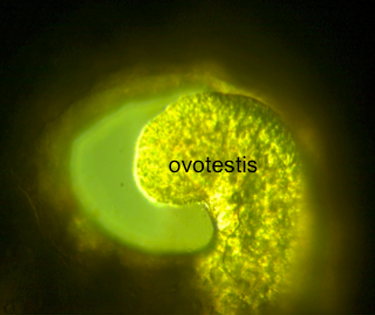
صورة مجهرية تُظهر الخصمبيض لحلزون المياه العذبة المُسمّى بBiomphalaria glabrata. المساحة حول الخصمبيض هي البنكرياس الكبدي.(10 × التكبير)